# La città perduta (romanzo Clive Cussler)
La città perduta è un romanzo scritto da Clive Cussler in collaborazione con Paul Kemprecos appartenente ai Numa Files.

## Trama
I protagonisti del romanzo sono Kurt Austin e Joe Zavala che dovranno raccapezzarsi tra una serie di misteri. Infatti, devono scoprire quale rapporto si cela tra il corpo di un aviatore del novecento e un elmo del XVI secolo, mentre mostruose creature divorano i concorrenti di un reality show nelle isole Orcadi.

## Edizioni
- Clive Cussler e Paul Kemprecos, Tempesta al Polo, traduzione di Paola Mirizzi Zoppi, La Gaja scienza, Longanesi, 11 ottobre 2007,  p. 468, ISBN 9788830424142.

- Clive Cussler e Paul Kemprecos, Tempesta al Polo, traduzione di Paola Mirizzi Zoppi, Teadue, TEA, 2009,  p. 456, ISBN 9788850217854.

- Clive Cussler e Paul Kemprecos, Tempesta al Polo, traduzione di Paola Mirizzi Zoppi, Best TEA, TEA, 2012,  p. 456, ISBN 9788850221547.

- Clive Cussler e Paul Kemprecos, Tempesta al Polo, traduzione di Paola Mirizzi Zoppi, Tea più, TEA, 30 agosto 2018,  p. 456, ISBN 9788850247073.